# Комплементарні кути

Комплементарні кути

Комплементарні кути — кути, що утворюють в сумі прямий кут — 90о.

## Тригонометричні співвідношення
Синус одного з кутів дорівнює косинусу його комплементарного кута. Якщо кути A і B є комплементарними, то вірні рівності: {\displaystyle \sin ^{2}A+\sin ^{2}B=1} и {\displaystyle \cos ^{2}A+\cos ^{2}B=1.}
Тангенс одного з кутів дорівнює котангенсу його комплементарного кута. Тангенси комплементарних кутів взаємно протилежні.
Секанс одного з кутів дорівнює косекансу його комплементарного кута.
Префікс «ко» в назвах деяких тригонометричних функцій походить від лат. complementum — комплементарний.